# Brug 465
Brug 465 was een viaduct in Amsterdam-Centrum.
Het kunstwerk op een betonnen paalfundering werd in 1976/1977 aangelegd in het verlengde van de Spinozastraat, die hier de noordelijke oever van de Singelgracht vormt. Het zou een voet- en fietstunnel worden onder de Weesperstraat en weggewerkt worden in het landhoofd van de Weesperpoort. De paden kregen een aansluiting op de Huddestraat/kade. De gemeente Amsterdam wilde destijds een striktere scheiding tussen gemotoriseerd verkeer en langzaam verkeer. De tunnel werd echter het domein van daklozen en drugsverslaafden, reden waarom de tunnel in de jaren nul afgesloten werd. Men wist niet goed wat men met de ruimte aanmoest; het werd opgebouwd tot winkelruimte. De toevoerweg vanuit het oosten is nog in het landschap te zien.

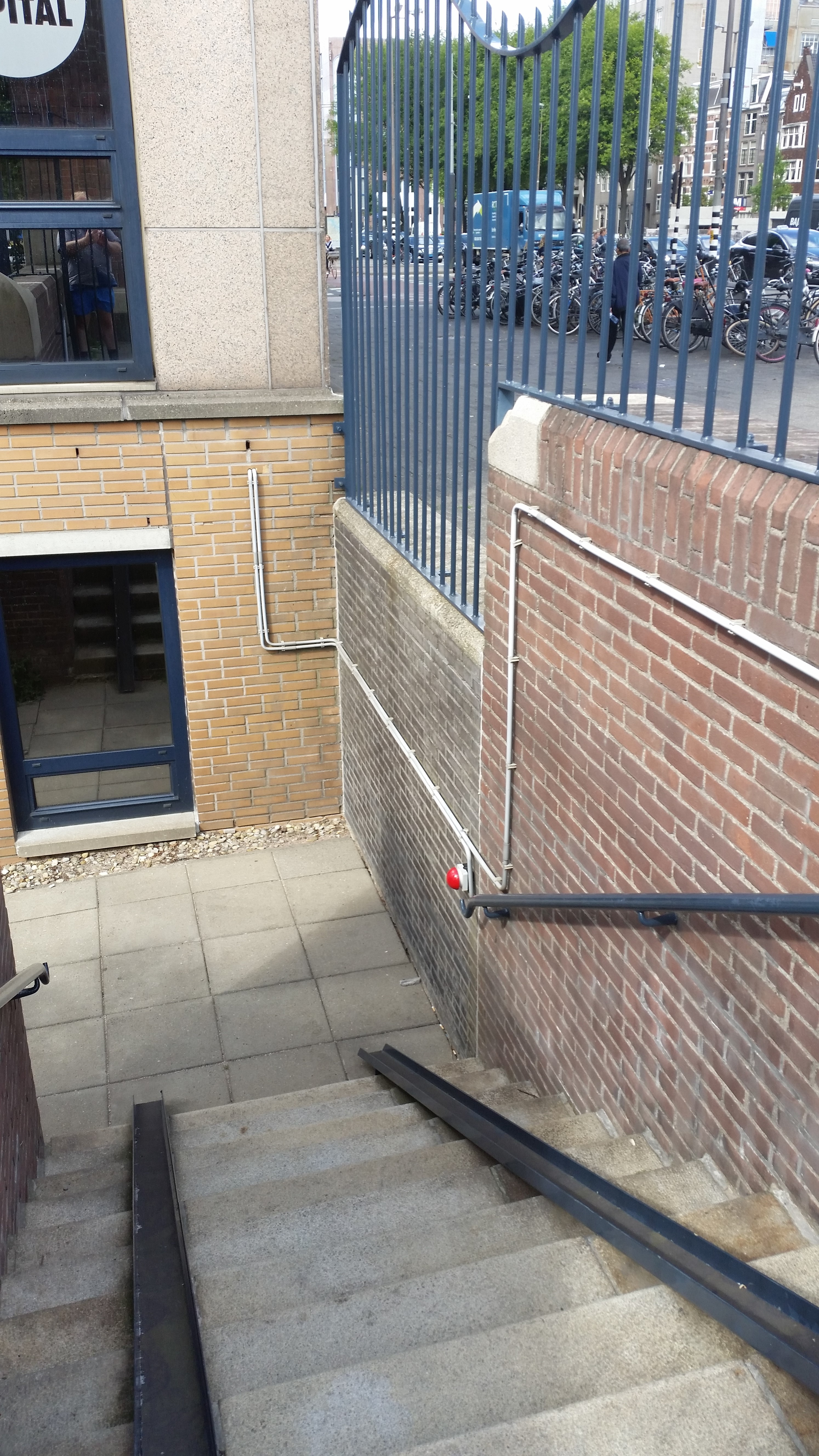
Westkant van dichtgemetselde tunnel (augustus 2018)

<<< · 400 · 401 · 402 · 403 · 404 · 405 · 406 · 407 · 408 · 409 · 410 · 411 · 413 · 414 · 415 · 416 · 417 · 418 · 419 · 420 · 421 · 422 · 423 · 424 · 425 · 427 · 429 · 430 · 431 · 432 · 433 · 434 · 435 · 436 · 437 · 438 · 439 · 440 · 441 · 442 · 443 · 444 · 445 · 446 · 447 · 448 · 449 · 450 · 451 · 452 · 453 · 454 · 455 · 456 · 457 · 458 · 459 · 460 · 461 · 462 · 463 · 464 · 465 · 466 · 469 · 470 · 471 · 472 · 473 · 474 · 475 · 476 · 478 · 479 · 480 · 482 · 483 · 485 · 486 · 487 · 488 · 489 · 490 · 491 · 492 · 493 · 494 · 495 · 496 · 497 · 499 · >>>
Brugnummers 412, 426, 428, 467, 468, 477, 481, 484 en 498 zijn niet (meer) vergeven.